# Ел Терсер Мундо, 7 де Абрил, Сентро де Инвестигасионес Агриколас (Алтамира)
Ел Терсер Мундо, 7 де Абрил, Сентро де Инвестигасионес Агриколас (шп. El Tercer Mundo, 7 de Abril, Centro de Investigaciones Agrícolas) насеље је у Мексику у савезној држави Тамаулипас у општини Алтамира. Насеље се налази на надморској висини од 40 м.

## Становништво
Према подацима из 2010. године у насељу је живело 8 становника.

### Хронологија
| Година       | 2000 | 2005 | 2010 |
| ------------ | ---- | ---- | ---- |
| Становништво | 10   | 6    | 8    |

### Попис
| # | Индикатор                     | Вредност |
| - | ----------------------------- | -------- |
| 1 | Укупно домаћинстава           | 1        |
| 2 | Укупно насељених домаћинстава | 1        |
| 3 | Величина локације             | 1        |